# Clerodendrum brachystemon
Clerodendrum brachystemon là một loài thực vật có hoa trong họ Hoa môi. Loài này được C.Y.Wu & R.C.Fang mô tả khoa học đầu tiên năm 1977.